# Тайбеков, Елубай Базимович
Елуба́й Бази́мович Тайбе́ков (каз. Елубай Бәзімұлы Тайбеков; 15 мая 1901, а. Сабынды, Акмолинский уезд, Акмолинская область, Российская империя — 19 января 1991, Алма-Ата, Казахская ССР, СССР) — советский казахский партийный, государственный и научный деятель. Председатель Совета министров Казахской ССР (1951—1955).

## Биография
Родился 15 мая 1901 в ауле Сабынды Акмолинского уезда Акмолинской области Российской империи. Происходит из подрода Темеш рода Куандык племени Аргын.
С 11 лет работал чабаном у бая. В 1922—1924 годы учился в Оренбургском зооветеринарном техникуме, в 1924—1926 — в Оренбургской школе рабоче-крестьянской милиции среднего командного состава. В 1926 году вступил в ВКП(б).
В 1926—1930 годы работал в Кустанайском округе: заместителем начальника окружного административного отдела (1926—1927), заместителем прокурора округа (1927—1928), ответственным секретарём Убаганского райкома ВКП(б) (1928—1929), начальником Карабалыкской землеустроительной партии (1929), начальником окружного административного отдела (1929—1930).
В 1930—1935 годы учился в Сельскохозяйственной академии имени К. А. Тимирязева, по окончании которой в 1935—1942 годы преподавал Казахском сельскохозяйственном институте (ассистент, старший преподаватель, декан, заместитель директора). Кандидат экономических наук (1940).
В 1942—1958 годы — на партийной и государственной работе:
- 1942 — заместитель начальника политического управления Народного комиссариата земельного хозяйства Казахской ССР;
- с 1942 года — второй, в 1944—1948 — первый секретарь Актюбинского обкома КП(б) Казахстана;

- в 1950 году окончил курсы переподготовки при ЦК ВКП(б);

- 1950—1951 — первый секретарь Акмолинского обкома КП(б) Казахстана;
- 1951—1955 — председатель Совета Министров Казахской ССР;
- апрель 1955 — январь 1958[4] — председатель исполнительного комитета Восточно-Казахстанского областного Совета[3].

В 1957—1977 годы — на научной и преподавательской работе:
- 1957 — директор Казахского НИИ кормов и пастбищ,
- 1957—1961 — академик-секретарь Отделения экономики и организации сельского хозяйства Академии наук Казахской ССР,
- 1961—1963 — ректор Казахского сельскохозяйственного института, затем там же заведовал кафедрой, доцент[3].

Делегат XIX съезда КПСС (1952); член ЦК КПСС (1952—1956). Избирался депутатом (от Казахской ССР) Совета Союза Верховного Совета СССР 3-го (1950—1954) и 4-го (1954—1958) созывов.
В 1977 году вышел на пенсию; персональный пенсионер союзного значения.

## Избранные труды
- Салюков П. А., Самохвалов А. М., Сабиров М. С. и др. Пути расширения кормовой базы в Казахстане / Под общ. ред. акад. Е. Б. Тайбекова. — Алма-Ата : Казгосиздат, 1959. — 389 с.

## Награды и звания
- орден Октябрьской Революции
- 2 ордена Трудового Красного Знамени
- орден Отечественной войны I степени
- орден «Знак Почёта»
- Заслуженный работник высшей школы Казахской ССР
- 2 ордена Дружбы Народов (1986[3], 1990[9].